# Ibud.ua
ibud.ua — один із найбільших маркетплейсів України з продажу будівельних матеріалів і послуг для ремонту та облаштування будинку. Функціонал сервісу дає можливість компаніям створити власний інтернет-магазин для ведення бізнесу онлайн. Аудиторія сайту складає 2 200 000 користувачів щомісяця  [Архівовано 29 листопада 2018 у Wayback Machine.]

## Детальніше
ibud.ua об'єднує різні групи учасників будівельного ринку: виробників, постачальників та покупців.
Сервіс безпосередньо не продає будівельні матеріали. Функція ibud.ua — допомагати продавцю та покупцю зустрітися. Для покупців це товари та послуги від компаній з усієї України з можливістю порівняти ціни, характеристики на умови покупки. Для торговельних компаній, дистриб'юторів та виробників будівельних матеріалів сервіс надає доступ до мільйонної цільової аудиторії та пропонує готові рішення з продажу товарів та послуг через вебсайт. Платформа спрощує логістику продукції від виробника до покупця, що значно зменшує вартість товарів та послуг. 
Маркетплейс ibud.ua функціонує тільки на території України. 

## Історія
Проект був створений у 2007 році та донині пройшов шлях від дошки оголошень на безкоштовній основі до маркетплейсу, яка співпрацює лише з перевіреними компаніями  [Архівовано 28 листопада 2018 у Wayback Machine.] За цей час асортимент, представлений на майданчику, виріс до 2,5 млн позицій, які продають понад 1000 компаній. 
За даними Retailers 2017 року  [Архівовано 29 листопада 2018 у Wayback Machine.] платформа ibud.ua посіла 13-те місце в рейтингу маркетплейсів України.